# ميخائيل هوكسها
ميخائيل هوكسها (بالألبانية: Mikel Hoxha‏) هو لاعب كرة قدم ألباني في مركز الدفاع، ولد في 24 مايو 1997 في تيرانا في ألبانيا. لعب مع KF Sopoti Librazhd ‏.

## وصلات خارجية
- ميخائيل هوكسها على موقع قاعدة بيانات كرة القدم.إي يو (الإنجليزية)
- ميخائيل هوكسها على موقع Soccerway.com (الإنجليزية)